# Adam Swandi
Adam Bin Swandi, abrégé Adam Swandi, né le 12 janvier 1996 à Singapour, est un footballeur international singapourien. Il évolue au poste de milieu offensif au club des Young Lions.

## Carrière

### En équipes de jeunes
En mars 2012, Adam Swandi est nommé parmi six joueurs de son école pour aller s'entraîner durant une semaine au club japonais de l'Albirex Niigata. Il est le seul à être rappelé par le club en septembre pour un nouvel essai, durant lequel il impressionne par sa technique.
Après des essais à Chelsea, Newcastle ou encore à l'Atlético Madrid, Swandi signe au FC Metz pour deux saisons au début de l'année 2013. Pour ces deux années, la fédération singapourienne paye un coût estimé à 200 000 dollars pour poursuivre l'éducation d'Adam Swandi. Il est présent dans une liste de joueurs singapouriens pour un stage d'entraînement en Turquie en mars 2014. Malgré la fin de son contrat avec les messins, il annonce souhaiter rester en Europe pour jouer au football.

### En seniors
Il signe pour un an au club des Young Lions au début de la saison 2015.

### En sélection nationale
Swandi est appelé par Bernd Stange en équipe de Singapour en mai 2013 pour deux matchs amicaux. Il honore sa première sélection le 4 juin 2013 contre la Birmanie et est titulaire pour la première fois quelques mois plus tard contre le Laos.

## Statistiques
| Saison                | Club                  | Championnat           | Championnat | Championnat | Coupe(s) nationale(s) | Coupe(s) nationale(s) | Total | Total |
| Saison                | Club                  | Division              | M.          | B.          | M.                    | B.                    | M.    | B.    |
| 2015                  | Young Lions           | S.League              | 17          | 3           | 0                     | 0                     | 17    | 3     |
| 2016                  | Young Lions           | S.League              | 17          | 1           | 1                     | 0                     | 18    | 1     |
| Total sur la carrière | Total sur la carrière | Total sur la carrière | 34          | 4           | 1                     | 0                     | 35    | 4     |